# Ligne de Nantes-État à La Roche-sur-Yon par Sainte-Pazanne
La ligne de Nantes-État à La Roche-sur-Yon par Sainte-Pazanne est une ligne de chemin de fer française à vocation régionale, à voie unique et écartement normal, qui permettait de relier les villes de Nantes et de La Roche-sur-Yon via Sainte-Pazanne, Challans et Aizenay de son ouverture en 1880 au déclassement de la section de Commequiers à La Roche-sur-Yon à la fin du XXe siècle. 
Depuis, seule la section entre Nantes et la bifurcation vers le raccordement de Commequiers est en service et utilisée par les circulations de la relation de Nantes à Saint-Gilles-Croix-de-Vie qui empruntent également la ligne de Commequiers à Saint-Gilles-Croix-de-Vie.
Elle constitue la ligne 534 000 du réseau ferré national.

## Histoire

### Chronologie
- 5 août 1872 : déclaration d'utilité publique d'intérêt local de la section de Nantes à Machecoul,
- 11 avril 1874 : déclaration d'utilité publique d'intérêt local de la section de Machecoul à La Roche-sur-Yon,
- 11 septembre 1875 : mise en service de Nantes (au Pont-Rousseau) à Sainte-Pazanne,
- 25 mars 1878 : mise en service de Sainte-Pazanne à Machecoul,
- 18 mai 1878 : une loi approuve le rachat de la ligne par l'État et son incorporation dans le réseau d'intérêt général,
- 30 décembre 1878 : mise en service de Machecoul à Challans,
- 19 septembre 1880 : mise en service de Challans à La Roche-sur-Yon,
- 9 décembre 1992 : déclassement de Commequiers à Coex (PK 68,427 à 80,650)[1],
- 10 avril 1996 : déclassement de Coëx à La Roche-sur-Yon (PK 80,650 à 109,550)[2].

### Origine
Un chemin de fer « de Nantes à Paimbœuf, à Pornic et à Machecoul », dont la section de Nantes à Machecoul constitue une partie, est concédée par trois conventions signées les 5 janvier 1870, 21 décembre 1871 et 23 mars 1872 entre le conseil général de la Loire-Inférieure et François Briau. La convention prévoyait l'établissement d'une gare séparée à Nantes, sur le site de la Prairie au Duc, avec raccordement avec la gare de la Compagnie du chemin de fer de Paris à Orléans. Ce chemin de fer est déclaré d'utilité publique, à titre d'intérêt local, par un décret le 5 août 1872.
La section « de Machecoul à La Roche-sur-Yon » est concédée par une convention signée le 24 décembre 1872 entre le conseil général de Vendée et la Compagnie des chemins de fer nantais. Cette ligne est déclarée d'utilité publique, à titre d'intérêt local, par décret le 11 avril 1874.

### Section du réseau des chemins de fer nantais
La Compagnie des chemins de fer nantais, met en service le 11 septembre 1875 une section de ligne de Nantes (au Pont-Rousseau) à Sainte-Pazanne et l'embranchement de Pornic. Elle prolonge sur deux kilomètres du Pont Rousseau à la Prairie au Duc (futur emplacement de la gare de Nantes-État), puis poursuit avec l'ouverture le 25 mars 1878 de la section de Sainte-Pazanne à Machecoul.

### Section du réseau de l'État
La ligne est incorporée dans le réseau d'intérêt général par une loi le 18 mai 1878. Cette même loi approuve la convention signée le 26 avril 1877 entre le ministre des Travaux publics et la Compagnie des chemins de fer nantais pour le rachat par l'État du réseau de la compagnie à la suite des difficultés financières de cette dernière.
L'Administration des chemins de fer de l'État reprend l'exploitation au 1er juillet 1878. L'État poursuit la construction de la ligne, le prolongement de Machecoul à Challans est ouvert le 30 décembre 1878 et La Roche-sur-Yon est atteinte le 19 septembre 1880. La ligne de Commequiers à Saint-Gilles-Croix-de-Vie est mise en service le 17 octobre 1881. 

### Ligne de la SNCF
Après sa reprise en 1938 par la Société nationale des chemins de fer français (SNCF), elle est fermée en 1940 et rouverte à nouveau à la fin de la guerre.
Le tracé de cette ligne est modifié une première fois en 1960, sur l'actuelle île de Nantes : celle-ci venant de la gare de Nantes via boulevard Vincent-Gâche après avoir traversé le boulevard des Martyrs-Nantais-de-la-Résistance par l'intermédiaire d'un passage à niveau, empruntait également la partie orientale du boulevard Babin-Chevaye sur son accotement sud, avant de bifurquer par l'actuelle rue Paul-Nizan pour rejoindre la gare de l'État. C'est pour supprimer cet inconvénient constituant de plus un problème pour la circulation automobile entre les deux rives de la Loire qu'un nouveau tracé plus au Sud est adopté, évitant du coup les rebroussements en gare de l'État et faisant traverser le boulevard Général-De-Gaulle, le boulevard des Martyrs-Nantais-de-la-Résistance et le boulevard Victor-Hugo par l'intermédiaire de ponts.
En 1967, la ligne est déviée une seconde fois, de 4 500 mètres sur la commune de Bouguenais, pour permettre l'allongement de l'unique piste de l'« aéroport international Château Bougon » (actuel aéroport de Nantes-Atlantique).
À l'instar de la ligne de Sainte-Pazanne à Pornic, la ligne ne sera plus ouverte que durant les « horaires d'été » (de mi-mai à mi-septembre) à partir de 1970 entre Nantes et Commequiers, pour permettre d'offrir des relations aux estivants entre Nantes et Saint-Gilles, toujours avec rebroussement à Commequiers. En parallèle, la section de Commequiers à La Roche-sur-Yon est, elle, totalement fermée au service voyageurs le 18 janvier 1970. Le trafic marchandises cesse peu après, le 1er février 1971 entre Commequiers et Coëx.
Afin de supprimer le rebroussement de Commequiers, un raccordement est construit en 1982, légèrement en amont de la gare. Il permet aux trains en provenance ou à destination de Nantes de relier directement la ligne de Commequiers à Saint-Gilles-Croix-de-Vie sans avoir à effectuer un rebroussement, ces travaux permettant ainsi de rouvrir ce tronçon à l'année. En contrepartie, la gare de Commequiers est fermée, et le tronçon est déclassé jusqu'à Coëx le 9 décembre 1992. Il ne reste plus qu'un trafic marchandise entre La Roche-sur-Yon et Coëx, qui cessera en 1995. Ce dernier tronçon sera déclassé le 10 avril 1996. L'ensemble du tronçon sud de la ligne (une quarantaine de kilomètres), de la bifurcation vers le raccordement de Commequiers jusqu'à La Roche-sur-Yon est alors inutilisé. Seule une section entre la gare de Commequiers et Coëx est transformée en vélorail à usage touristique, tandis que les sections entre Commequiers et le nouveau raccordement, ainsi qu'entre Coëx à La Roche-sur-Yon ont été déferrées et converties en piste cyclable en 1999.

### Dénomination de la ligne
La ligne, mise en service dans sa totalité en 1880, devient après la création de la SNCF la ligne no 534000 du réseau ferré national et conserve sa dénomination d'origine « ligne de Nantes-État à La Roche-sur-Yon par Sainte-Pazanne ». Au XXIe siècle elle figure toujours, sous ce nom et ce numéro, en tant qu'infrastructure du réseau national bien que la section de Nantes à Sainte-Pazanne soit la seule en service en étant l'une des deux lignes d'infrastructure, avec la ligne de Commequiers à Saint-Gilles-Croix-de-Vie (no 535000), utilisées par la relation de Nantes - Saint-Gilles-Croix-de-Vie. Cela du fait que les lignes d'infrastructure du réseau ferroviaire français conservent leur nom d'origine même s'il n'y a plus de relation ferroviaire du même nom.

### Rénovation à partir de 2009
De 2009 à 2011, la section de ligne encore exploitée profite d'une modernisation. Le block manuel (BMVU) de Rezé à Sainte-Pazanne et le cantonnement assisté par informatique (CAPI) au-delà sont remplacés par le block automatique à permissivité restreinte (BAPR). Un nouveau poste d'aiguillage informatique PAI » est inauguré à Sainte-Pazanne.

## Trafic
Des TER Pays de la Loire de la relation de Nantes à Saint-Gilles-Croix-de-Vie circulent entre la gare de Nantes et le raccordement de Commequiers qui permet la liaison avec la ligne de Commequiers à Saint-Gilles-Croix-de-Vie.

## Voie verte
Une voie verte de 31 km est aménagée de La Roche-sur-Yon à Coëx sur la partie déclassée.